# Tipula (Microtipula) alecto
Tipula (Microtipula) alecto is een tweevleugelige uit de familie langpootmuggen (Tipulidae). De soort komt voor in het Neotropisch gebied.